# Bitva o Murino
Bitva o Murino byla válečným střetem mezi jednotkami bělogvardějské armády a čs. legionářů a vojskem bolševiků v rámci rané fáze Sibiřské anabáze legionářských vojsk. Proběhla ve dnech 6. až 7. srpna 1918 v okolí Bajkalsko-amurské magistály, mezi sídly Solzan a Murino na pobřeží Bajkalského jezera v ruské Irkutské oblasti. Legionáři snažící se dopravit do Vladivostoku útočnými akcemi zdecimovali velkou část centrosibiřských oddílů Rudé armády generála Golikova a obsadili železniční stanici Murino.  
Bitva byla zároveň patrně co do počtu nasazených sil na obou stranách největším bojovým střetem mezi československými legiemi a Rudou armádou v rámci Sibiřské anabáze. 

## Před bitvou
Po počátečních vítězstvích vojsk československých legií v bojích o Penzu, bitvě na Mechové hoře či bitvě u Lipjag se legionářům podařilo udržet klíčové body pro realizaci evakuačního plánu cesty transsibiřskou magistrálou do přístavu Vladivostoku, odkud by pak cestovali po moři zpět do Evropy. Ke spojení dvou hlavních skupin čs. oddílů došlo v západní části Sibiře symbolicky 6. července 1918 u Miňjaru a nakonec nepřímo i ve východní části ve stanici Olovjanaja. Průběžně pak čelila bojovým akcím a střetům s příslušníky Rudé armády, mj. pro spolupráci s bělogvardějskou armádou. 
Začátkem července 1918 se hlavní části oddílů podařilo probojovat se do oblasti centrálního Ruska a následně do blízkosti Bajkalského jezera. 13. července byl obsazen Irkutsk. Pro pokračování vojenských vlaků ve směru na východ bylo legiemi po pět dnů dobýváno město Kulčuk na březích Bajkalu, následně pak podpořili frontu bělogvardějské armády s bolševiky u sídel Solzan a Murino. Východní část jižního břehu ostrova pak hájila armádní skupina Centrosibiř pod velením gen. Golikova, disponující přibližně 12 až 15 tisíci muži a palebnou podporou ledoborců Angara a Bajkal plujících na jezeře. Další postup legionářů navíc komplikovaly bolševické sabotáže na trati, z nichž jednou z největších bylo zavalení železničního tunelu č. 39, na jehož odklizení se intenzivně pracovalo, i tyto pozice byly však bolševickými loděmi odstřelovány.

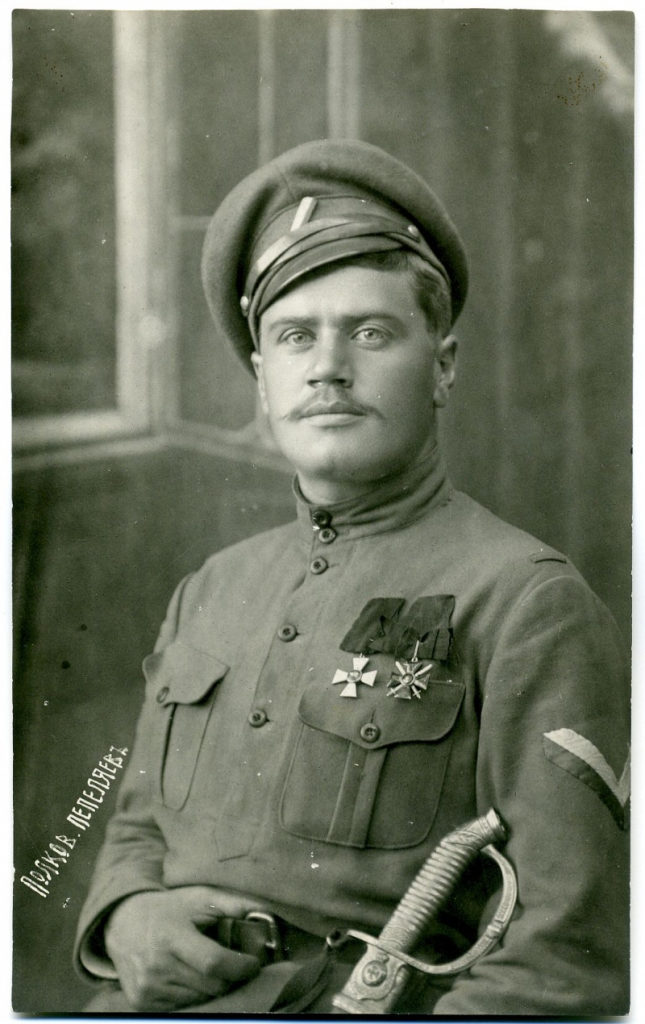
pplk. A. N. Pepelajev

Bělogvardějské oddíly pod velením pplk. A. N. Pepelajeva díky pohotovému útoku lehce dobyly již 17. července železniční stanici Murino, kvůli zesíleném tlaku bolševiků byl jejich další postup zastaven oddíly nepřítele o síle přes 2000 mužů a bělogvardějci byli Rudou armádou zatlačeni až na linii řeky Langutaj, několik kilometrů západně od Murina. Zde se opevnili a získali posily legionářů pod velením por. Jančíka. Velení bělogvardějských a legionářských sil představované pplk. Pepelajevem a plk. Radolou Gajdou, se pak, s vědomím početní nevýhody, rozhodlo využít hornatého terénu v okolí jezera, nevhodného k obchvatnému manévru a útoku na nepřátelský týl, k přípravě bojové lsti. Pepelajevův a Jančíkův oddíl o celkové síle asi 300 mužů měl předstírat ústup ze svých pozic a obsadit tři sopečné vrcholy vzdálené několik kilometrů. Plán počítal s bolševickým postupem směrem k železniční stanici Salzan západně od Murina, v rámci kterého by pak došlo ke koordinovanému útoku menšího oddílu a frontálních sil bělogvardějců a legionářů.

## Průběh střetu

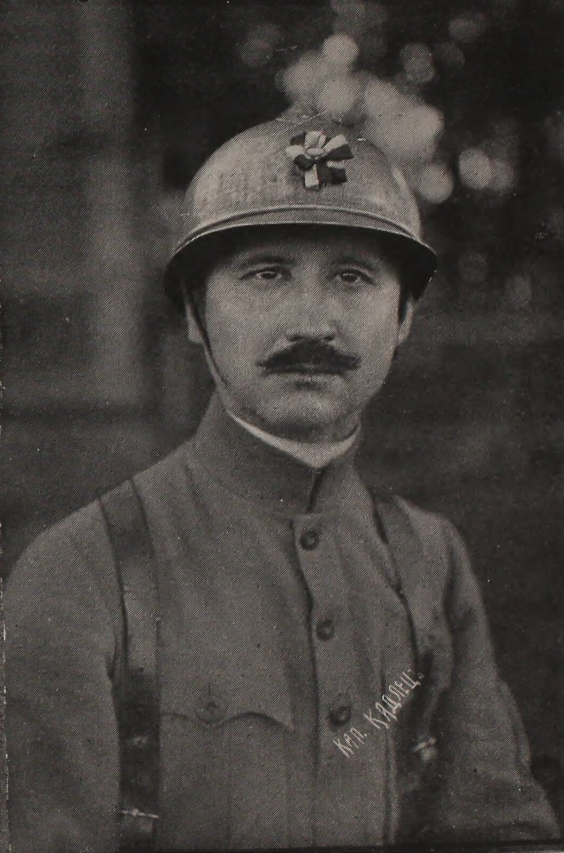
Eduard Kadlec v hodnosti plukovníka (cca 1919)

Postup Rudé armády byl pak skutečně zahájen, fingované stopy spěšného ústupu a přepisy telegramů o smyšlených neúspěších bělogvardějsko-legionářských sil pak její velení přesvědčily o možnosti dalšího postupu. Vzhledem k vyslání výzvědné skupiny bolševikům směrem k pozicím Pepelajeva bylo pak nutné útok horské skupiny oproti plánu uspíšit. K jeho zahájení došlo 6. srpna v 6 hodin ráno. Pepelajevova skupina obsadila část železniční trati, kterou pak zničila, čímž způsobila vykolejení jednoho z bolševických nákladních vlaků a trať tak zablokovala. Zapálením velké hranice dřeva pak dali frontálnímu vojsku znamení k zahájení útoku, včetně dělostřelecké podpory. Následně pak tato skupina odrazila první bolševický útok, po příchodu asi 4000 dalších rudoarmějců, mj. podpořených oddíly rakousko-uherských válečných zajatců, navíc útočících za husté mlhy, donutily Pepepalevovy a Jančíkovy oddíly k ústupu dále do hor. Zde pak odolávali útokům bolševiků po několik hodin. 
Poté se k jeho pozicím přiblížila první frontální skupina legionářů 7. Tatranského střeleckého pluku pod velením kap. Eduarda Kadlece, který nechal zatroubit sokolský pochod Statně dál jako signál pro odříznuté spolubojovníky, kteří pak přešli do protiútoku, signál pak zároveň zmátl bolševické jednotky, jejichž značná část pak v úseku železnice padla do zajetí. Fronta bolševiků se následně zhroutila, značná část vojáků utekla či utonula při pokusu o únik přes jezero Bajkal, zbytky jednotek se pak stáhly k železniční stanici Tanchoj. Následujícího dne, 7. srpna, pak Kadlec podnikl útok na Murino, které se 7. plukem obsadil a ukořistil značnou část vojenského materiálu. 
Střet tak skončil úplným vítězstvím bělogvardějských a legionářských sil. Na vítězné straně bylo 70 mrtvých a 200 raněných Rusů, 4 mrtví a asi 30 raněných legionářů. Bolševici měli ztráty mnohonásobně vyšší: v boji padlo přinejmenším 700 mužů, neznámé množství pak utonulo v Bajkalu, zajatých pak bylo okolo 2500. Po bojích 6. srpna ukořistila vítězná strana 2 obrněné automobily, 4 děla, 15 kulometů, 7 vlaků a rozsáhlé zásoby střeliva a výzbroje, dalšího zisku materiálu pak dosáhly Kadlecovy oddíly následujícího dne. 

## Důsledky
Nedlouho po bitvě, 15. srpna 1918, byla svedena tzv. bitva na Bajkalském jezeře, střet improvizovaných válečných lodí československé flotily s ledoborcem Bajkal, který byl po jediném přesném výstřelu zneškodněn a na jeho palubě zavládl požár. Tím bylo přerušeno odstřelování pozic z hladiny jezera. 
V dalších dnech si jednotky legií v boji proti bolševickým silám připsaly další vítězství v bojích proti bolševikům u Tanchoje, čímž si otevřely cestu dále na východ a v dalších týdnech pak došlo ke spojení hlavní části legií s jejich Vladivostockou skupinou, ovládající zdejší přístav u Tichého oceánu. 